# Terumasa Hino
Terumasa Hino (日野 皓正, Hino Terumasa, Tokio, 25 oktober 1942) is een Japanse jazztrompettist, kornettist en bugelist. Hino, die tegenwoordig in New York woont, wordt beschouwd als een van de beste jazzmusici van Japan.

## Biografie
Hino's vader was een stepdanser en trompettist en van hem kreeg hij tapdanslessen toen hij vier jaar was. Hij begon op te treden met zijn trompet toen hij negen was. In de jaren 50 begon Hino zijn loopbaan als professioneel jazzmuzikant, zijn muziek was geïnspireerd door Fumio Nanri en Hiroshi Sakaue. Na met verschillende bekende jazzmusici te hebben gewerkt, werd hij in 1965 lid van het kwintet van Hideo Shiraki: hij vertrok hier in 1969 om full time met zijn eigen groep te gaan werken. In 1969 kwam Hino met zijn goed ontvangen en succesvolle album Hi-nology. Hij werkte samen met de Flower Travellin' Band (de jazz/rock single "Crash", 1970).  Hino trad op in verschillende jazzfestivals en clubs, waaronder de Berliner Jazztage (1971) en Munich Jazzclub (1973). In 1974 werkte hij samen met Masabumi Kikuchi, daarna vestigde hij zich, in 1975, in New York.
Hier werkte hij in de jaren erna met talloze musici, waaronder Joachim Kuhn, Gil Evans, Jackie McLean, Ken McIntyre, Dave Liebman, Hal Galper, Carlos Garnett, Sam Jones en Elvin Jones. Tevens leidde hij een eigen groep, die jazzgitarist John Scofield inspireerde van de fusion naar de jazz over te stappen. In de jaren 80 ging Hino meer werken in Japan en zijn muziek ging meer elementen bevatten uit de avant-garde en fusion. Hij toerde in verschillende landen (onder meer in Europa in de jaren 90). In 1996 trad hij weer op met Masabumi Kikuchi, tevens werkte hij samen met saxofonist Greg Osby.
Hino's broer, Motohiko Hino, is bekend geworden als jazzdrummer.

## Discografie

### Als leider
- Alone, Alone and Alone (1967)
- Hino=Kikuchi Quintet (1968, Takt)
- Hi-Nology (1969, Takt)
- Feelin' Good (1969, Takt)
- Alone Together (1970, Takt)
- Journey to Air (1970, Canyon)
- Vibrations (1971, Enja)
- Fuji (1972, Enja)
- Hartman Meets Hino (1972, EMI Japan)
- Taro's Mood (1973, Enja)
- Live! (1973, Three Blind Mice)
- Into Eternity (1974, Columbia)
- Journey Into My Mind (1974)
- Speak to Loneliness (1975, East Wind)
- Live in Concert (1975, East Wind)
- Wheel Stone: Live in Nemuro (1975, East Wind)
- May Dance (1977, Flying Disk)
- Live Under the Sky (1977, Flying Disk)
- Hip Seagull (1977, Flying Disk)
- Le Chanson d'Orphée (1978, RCA)
- City Connection (1979, Flying Disk)
- Daydream (1980, Flying Disk)
- Pyramid (1982,  CBS/Sony)
- Double Rainbow (1981, CBS/Sony)
- New York Times (1983, CBS/Sony)
- Detour (1988, EMI Japan)
- Terumasa Hino (1986, Denon)
- Bluestruck (1990/04/11, Blue Note)
- From the Heart (1991/06/21, Blue Note)
- Live in Warsaw (1991/12/15)
- Warsaw Jazz Festival 1991 (1993, Jazzmen)
- Unforgettable (1993, Blue Note)
- Oh Happy Day - SRM Best Selection (1993/03/21)
- Spark (1994/07/22, Blue Note)
- Live in Warsaw (1996, Who's Who in Jazz)
- Off the Coast (1997/06/21)
- Into the Heaven (2000, Columbia)
- Transfusion (2000/07/05, Sony)
- DNA (2001/06/20, Sony)
- DNA Live in Tokyo (2002/04/10, Sony)
- Here We Go Again (2003/07/02, Sony)
- Dragon (2005/05/18, SOny)
- Crimson (2006/06/21, Sony)
- Weakness in Execution (2008/11/05, Sony)
- Aftershock (2011/5/25, Sony)

### Samenwerkingen
- met the Flower Travellin' Band: "Crash" (1970, Columbia)
- met Masabumi Kikuchi en Masahiko Togashi: Triple Helix (1993/10/20, Enja)
- met het Hino Kikuchi Quintet: Moment - Alive at Blue Note Tokyo (1996/03/20)
- met Masabumi Kikuchi: With Kikuchi Acoustic Boogie (1996, Blue Note)
- met Manhattan Jazz Quintet: Round Midnight (1998/10/21)
- met het Hino-Kikuchi Quintet: Counter Current (2007/09/09, Sony)
- met Hino-Kikuchi Duo: Edges (2007/11/21, Sony)
- met J.A.M.: Jazz Acoustic Machine (2012)

### Als 'sideman'
Met Hal Galper
- Now Hear This (Enja, 1977)

Met Elvin Jones
- Earth Jones (Palo Alto, 1982)

Met Ken McIntyre
- Introducing the Vibrations (SteepleChase, 1977)

Met Mal Waldron
- Moods (Enja, 1978)

Met John Scofield
- John Scofield (Trio, 1977) ook uitgekomen als East Meets West (Black Hawk, 1987)